# Мануйлов, Николай Данилович
Николай Данилович Мануйлов (1927—1987) — советский строитель, монтажник, Герой Социалистического Труда.

## Биография
Николай Данилович Мануйлов родился 29 мая 1927 года в станице Имеретинская Краснодарского края. Работал электросварщиком — с 1943 года в Краснодарском крае на заводах «Хадыжнефть», с 1948 года — в шахте «Ростовшахтстроя». В 1951 году участвовал в строительстве Цимлянского гидроузла. Работал монтажником управления ПСМО «Куйбышевгидрострой». Участник строительства Куйбышевской ГЭС им. В. И. Ленина. Одним из первых начал арматурные работы на сооружении водосливной плотины. С 1956 года работал электролинейщиком на монтаже ЛЭП Куйбышевская ГЭС-Урал.
В 1959 году Мануйлов окончил курсы бригадиров комплексных бригад при СМУ-1 Куйбышевгидростроя по специальности бригадир-монтажник сборного железобетона, в 1964 году — курсы такелажников-стропальщиков, в 1965 году — ТПТ.
В 1968—1987 годах работал начальником участка, заместителем начальника, позднее инженером производственного отдела, главным инженером треста «Автозаводстрой». Принимал участие в строит ельстве «Куйбышевазота», «АвтоВАЗа», «Тольяттиазота», Оренбургского ГПЗ, объектов соцкульбыта и жилья в Тольятти. Был инициатором создания комплексных бригад, организации поточного метода монтажа. Он внёс изменения в технологии монтажа металлических конструкций.

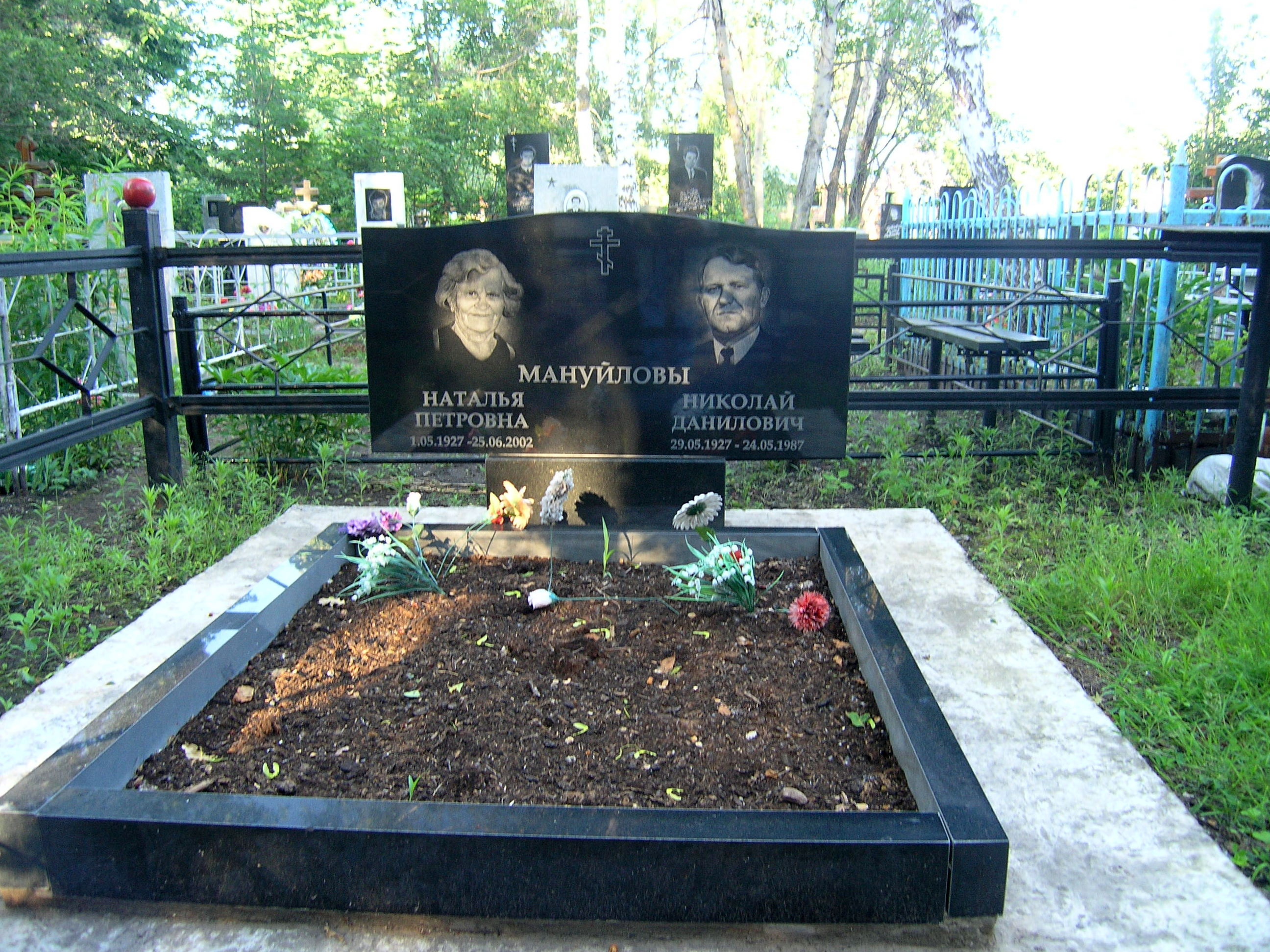
Могила

Умер 24 мая 1987 года в Тольятти. Похоронен в Тольятти, на Баныкинском кладбище.

## Награды
- Герой Социалистического Труда (1958).
- Орден Ленина (1958).
- Орден Трудового Красного Знамени
- Орден Дружбы народов
- медаль «За трудовую доблесть».